# Pasečnice
Pasečnice (en allemand : Paschnitz) est une commune du district de Domažlice, dans la région de Plzeň, en Tchéquie. Sa population s'élevait à 208 habitants en 2016.

## Géographie
Pasečnice se trouve à 6 km au sud-sud-ouest de Domažlice, à 52 km à l'ouest-sud-ouest de Plzeň et à 135 km à l'ouest-sud-ouest de Prague.
La commune est limitée par Domažlice au nord, par Stráž, Tlumačov et Pelechy à l'est, par Česká Kubice au sud, et par Babylon à l'ouest.

## Histoire
La première mention écrite de la localité date de 1393, mais son origine remonte probablement à la fondation de l'abbaye de Kladruby au XIIIe siècle.

## Administration
La commune se compose de deux quartiers, Nová Pasečnice et Stará Pasečnice, mais forme une division cadastrale unique.